# Linia 1 metra w Madrycie
Linia 1 – pierwsza linia metra w Madrycie łącząca stacje Pinar de Chamartín i Valdecarros. Cała linia liczy w sumie 33 stacje z peronami 90-metrowymi i o łącznej długości 23,876 km torów.
Jest najstarszą linia metra w Hiszpanii. Pierwszy odcinek tej linii, między stacjami Cuatro Caminos i Sol, został otwarty 17 października 1919 r.
Między stacjami Iglesia a Bilbao znajduje się stara stacja pod placem Chamberí. Została ona zamknięta w 1966 r., gdy z powodu bliskości sąsiednich stacji nie można było wydłużyć jej 60-metrowych peronów. W marcu 2008 r. pomieszczenia starej stacji udostępniono jako muzeum „Andén Cero” („Peron Zero”).